# Przekop Talowskiego i wiadukt kolejowy
Przekop Talowskiego i wiadukt kolejowy – dwupoziomowe skrzyżowanie szlaków komunikacyjnych w Krakowie. Powstało w latach 1896–1898 po obniżeniu nawierzchni ulicy Lubicz i wybudowaniu wiaduktu w ciągu linii kolejowej nr 91.

## Historia
Wiadukt kolejowy wybudowano w latach 1896–1898, równocześnie obniżono nawierzchnię ulicy Lubicz, która została ujęta w mury oporowe. Wcześniej ulica Lubicz krzyżowała się z torami kolejowymi na jednym poziomie, co powodowało utrudnienia w ruchu na ważnym trakcie do Mogiły. Inwestycja została sfinansowana przez austriacką kolej państwową. Projekt techniczny przygotowali jej specjaliści, natomiast projekt architektoniczny wiaduktu, przekopu i murów oporowych zlecono do wykonania krakowskiemu architektowi Teodorowi Talowskiemu.
Przęsło wiaduktu ma konstrukcję metalową, wspartą na 16 kamiennych kolumnach ustawionych w obniżeniu ulicy Lubicz w dwóch rzędach. Na kutych balustradach wiaduktu z okazji 50. rocznicy objęcia tronu przez Franciszka Józefa I umieszczono po obydwu stronach monogramy i koronę cesarza. Mur oporowy – boniowany, dzielony ryzalitami zwieńczonymi filarkami, na których pierwotnie osadzone były gazowe latarnie – został zbudowany z piaskowca ciężkowickiego. Po obydwu stronach jezdni znajdują się schody umożliwiające zejście do poziomu przekopu z placu dworcowego i chodników.
W 2006 r. obiekt został zmodernizowany. Wyremontowano przęsła wiaduktu, odrestaurowano zabytkowe mury oporowe, przywrócono detale i historyczną kolorystykę balustrad. Dodatkowo na zwieńczeniach kamiennych filarów zamontowano latarnie elektryczne imitujące znajdujące się tam pierwotnie oświetlenie gazowe. Inwestycja „Modernizacja wiaduktu kolejowego wraz z murami oporowymi nad ulicą Lubicz” zdobyła główna nagrodę w ogólnopolskim konkursie „Modernizacja Roku 2006”, w kategorii „Rewitalizacja Obszarów i Zespołów Urbanistycznych”.
Wiadukt stanowi jeden z obiektów na trasie Krakowskiego Szlaku Techniki utworzonego 6 kwietnia 2006 r.

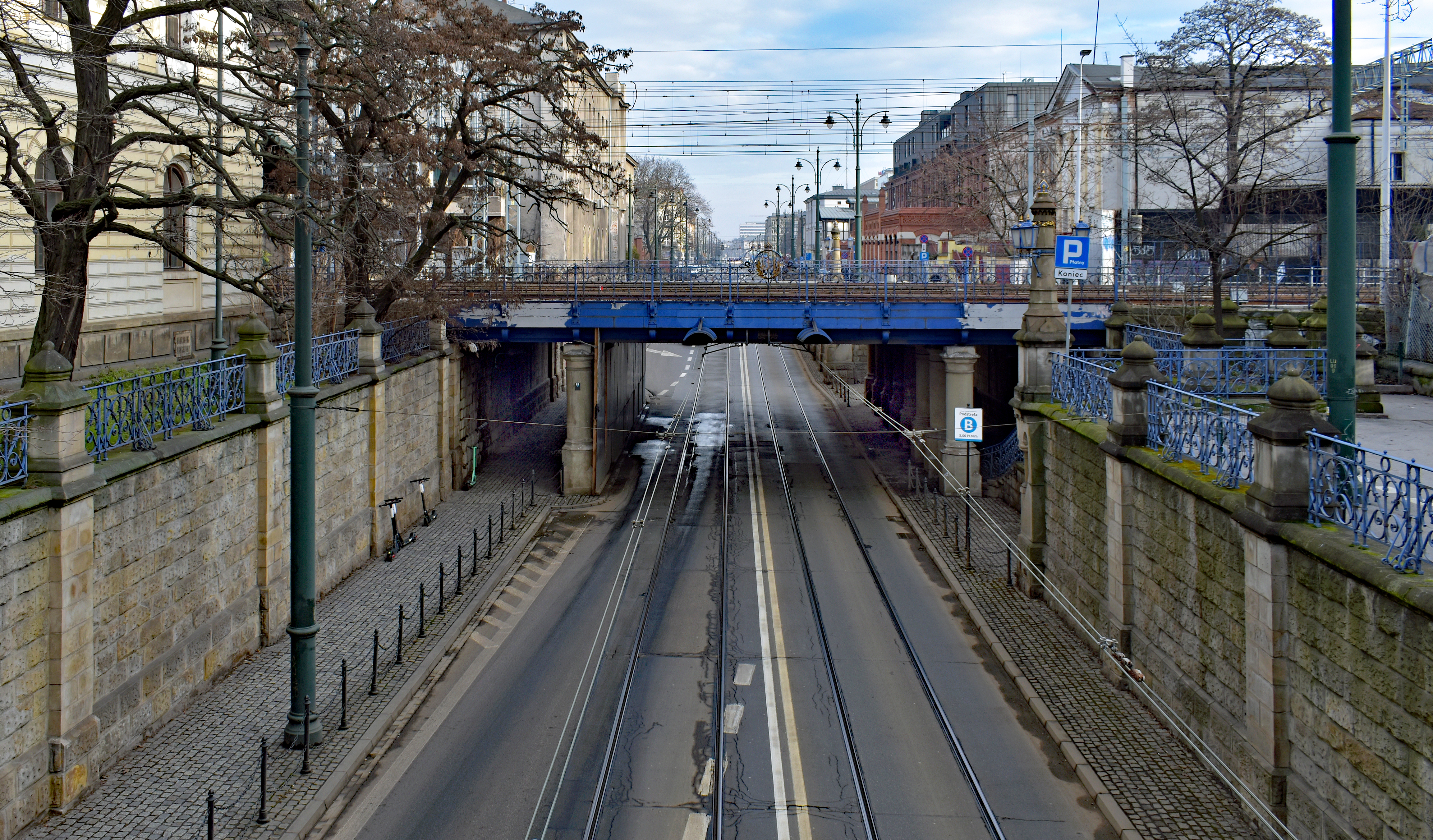
Wiadukt kolejowy
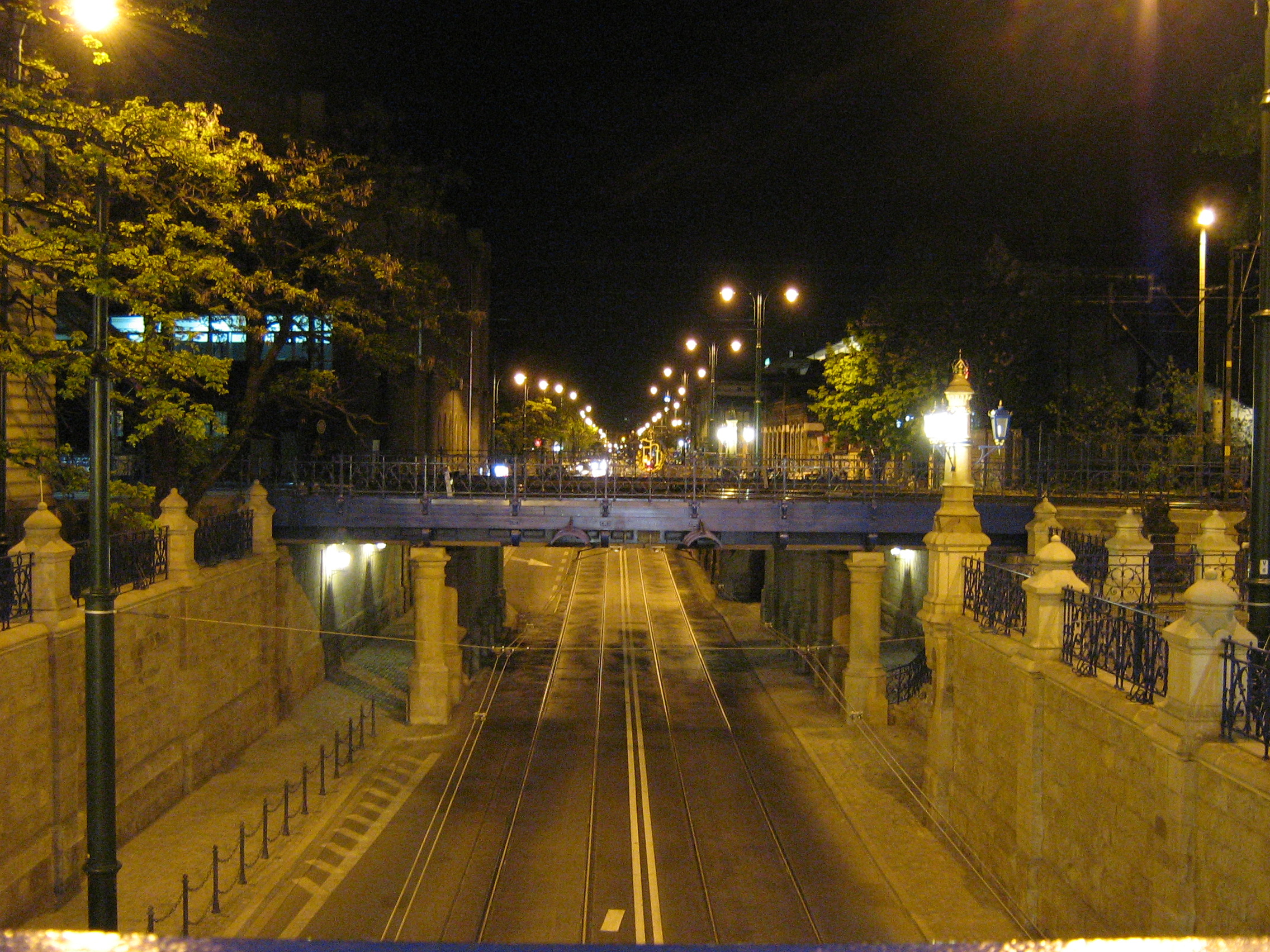
Widok nocą na ul. Lubicz i wiadukt kolejowy
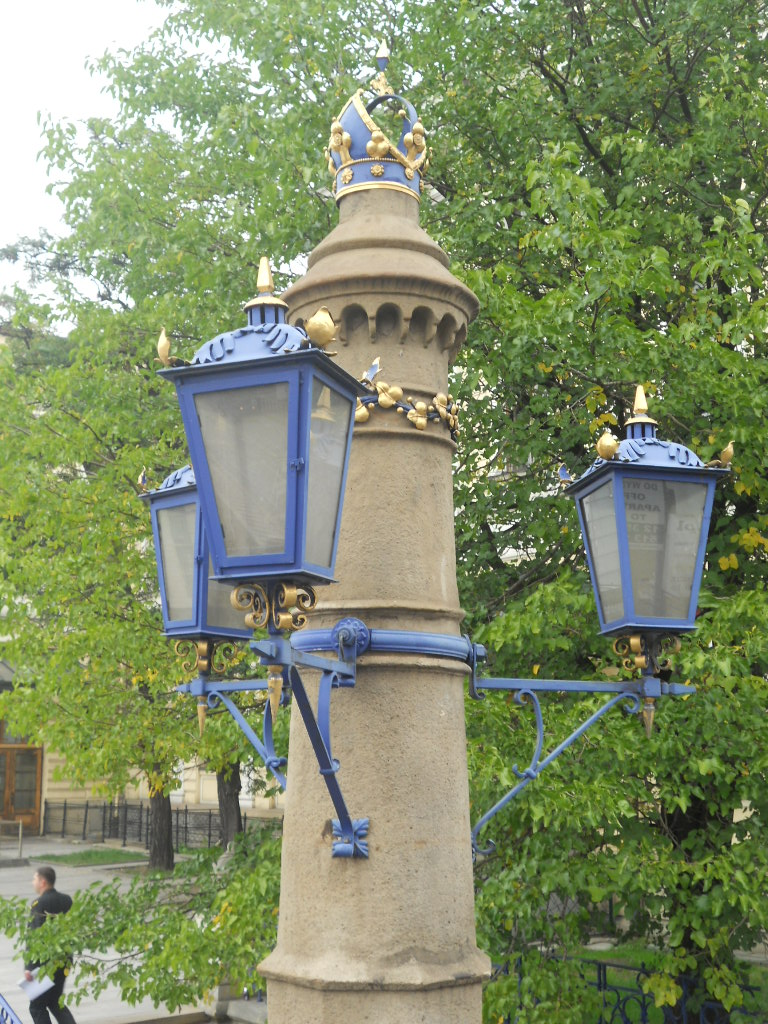
Zdobiona lampa przy wiadukcie
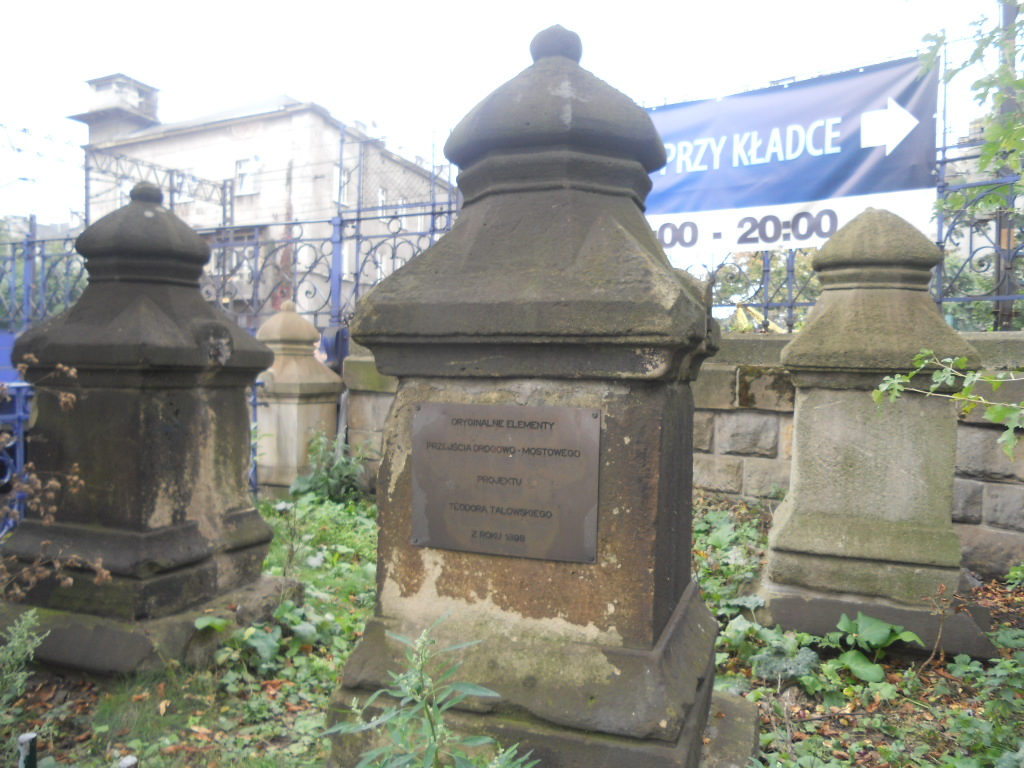
Zachowane oryginalne słupki wiaduktu
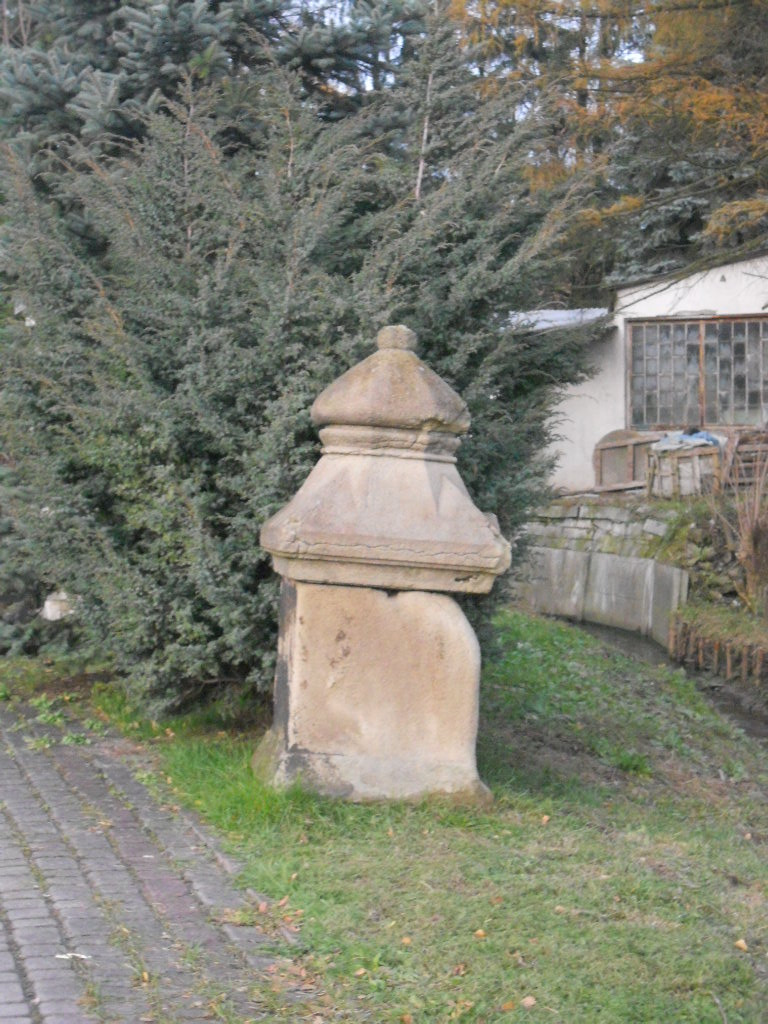
Jeden z oryginalnych słupków znajduje się na ul. Powstańców naprzeciwko Cmentarza Batowickiego